# Leichtathletik-Europameisterschaften 1994/Hochsprung der Männer

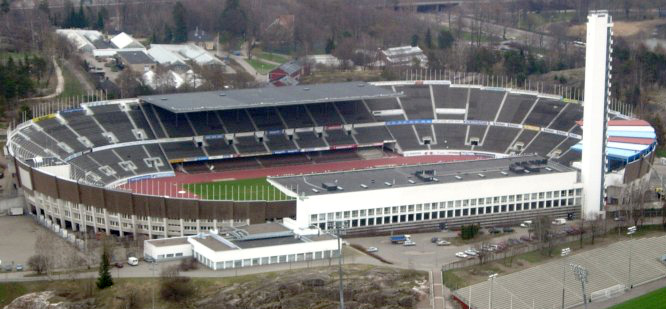
Das Olympiastadion von Helsinki im Jahr 2005

Der Hochsprung der Männer bei den Leichtathletik-Europameisterschaften 1994 wurde am 7. und 9. August 1994 im Olympiastadion der finnischen Hauptstadt Helsinki ausgetragen.
Europameister wurde der Norweger Steinar Hoen. Auf dem zweiten Platz rangierten gleichauf zwei Athleten, die jeweils mit Silber belohnt wurden. Dies waren der polnische Olympiadritte von 1992 und WM-Zweite von 1993 Artur Partyka sowie der britische WM-Dritte von 1993 Steve Smith.

## Rekorde

### Bestehende Rekorde
| Weltrekord           | 2,45 m | Javier Sotomayor | Salamanca, Spanien           | 27. Juli 1993   |
| Europarekord         | 2,42 m | Patrik Sjöberg   | Stockholm, Schweden          | 30. Juni 1987   |
| Meisterschaftsrekord | 2,34 m | Igor Paklin      | EM Stuttgart, BR Deutschland | 31. August 1986 |
| Meisterschaftsrekord | 2,34 m | Dragutin Topić   | EM Split, Jugoslawien        | 31. August 1990 |
| Meisterschaftsrekord | 2,34 m | Alexei Jemelin   | EM Split, Jugoslawien        | 31. August 1990 |
| Meisterschaftsrekord | 2,34 m | Georgi Dakow     | EM Split, Jugoslawien        | 31. August 1990 |

### Rekordverbesserung
Der norwegische Europameister Steinar Hoen verbesserte den bestehenden EM-Rekord im Finale am 10. August mit seinem dritten Versuch um einen Zentimeter auf 2,35 m. Zum Europarekord fehlten ihm sieben, zum Weltrekord zehn Zentimeter.

## Qualifikation
7. August 1994
26 Wettbewerber traten in zwei Gruppen zur Qualifikationsrunde an. Die Qualifikationshöhe für den direkten Finaleinzug betrug 2,28 m. Niemand ging diese Höhe überhaupt an, nachdem sich herauskristallisierte, dass dies für die Teilnahme am Finale mit mindestens zwölf Springern nicht notwendig war. Drei Athleten aus den beiden Gruppen hatten jeweils 2,26 m übersprungen, zwölf weitere Teilnehmer hatten 2,23 m zu Buche stehen. Diese fünfzehn Hochspringer (hellgrün unterlegt) waren schließlich für das Finale qualifiziert.

### Gruppe A
| Platz | Name                 | Nation         | Höhe (m) |
| ----- | -------------------- | -------------- | -------- |
| 1     | Leonid Pumalainen    | Russland       | 2,26     |
| 2     | Stevan Zorić         | BR Jugoslawien | 2,23     |
| 2     | Jean-Charles Gicquel | Frankreich     | 2,23     |
| 2     | Artur Partyka        | Polen          | 2,23     |
| 2     | Dimítrios Kokótis    | Griechenland   | 2,23     |
| 6     | Ralf Sonn            | Deutschland    | 2,23     |
| 6     | Håkon Særnblom       | Schweden       | 2,23     |
| 6     | Steve Smith          | Großbritannien | 2,23     |
| 9     | Juha Isolehto        | Finnland       | 2,20     |
| 10    | Itai Margalit        | Israel         | 2,15     |
| 10    | Normunds Sietiņš     | Lettland       | 2,15     |
| 12    | Kristofer Lamos      | Deutschland    | 2,15     |
| 13    | Gustavo Becker       | Spanien        | 2,10     |

### Gruppe B

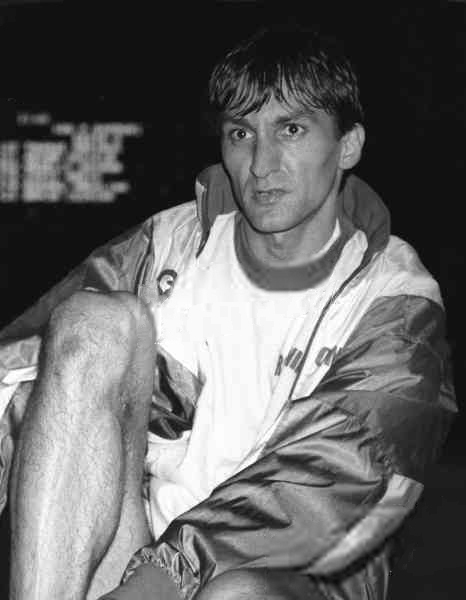
Sorin Matei schied als Elfter seiner Qualifikationsgruppe aus

| Platz | Name                 | Nation         | Höhe (m) |
| ----- | -------------------- | -------------- | -------- |
| 1     | Lábros Papakóstas    | Griechenland   | 2,26     |
| 2     | Dalton Grant         | Großbritannien | 2,26     |
| 3     | Steinar Hoen         | Norwegen       | 2,23     |
| 4     | Wolfgang Kreißig     | Deutschland    | 2,23     |
| 5     | Jaroslaw Kotewicz    | Polen          | 2,23     |
| 5     | Dragutin Topić       | BR Jugoslawien | 2,23     |
| 5     | Aleh Schukouski      | Belarus        | 2,23     |
| 8     | Brendan Reilly       | Großbritannien | 2,20     |
| 9     | Roberto Ferrari      | Italien        | 2,20     |
| 9     | Robert Kołodziejczyk | Polen          | 2,20     |
| 11    | Sorin Matei          | Rumänien       | 2,15     |
| 12    | Mark Mandy           | Irland         | 2,15     |
| 13    | Zoltán Bakler        | Ungarn         | 2,10     |

## Legende
Kurze Übersicht zur Bedeutung der Symbolik – so üblicherweise auch in sonstigen Veröffentlichungen verwendet:
| CR | Championshiprekord |
| –  | verzichtet         |
| o  | übersprungen       |
| x  | ungültig           |

## Finale

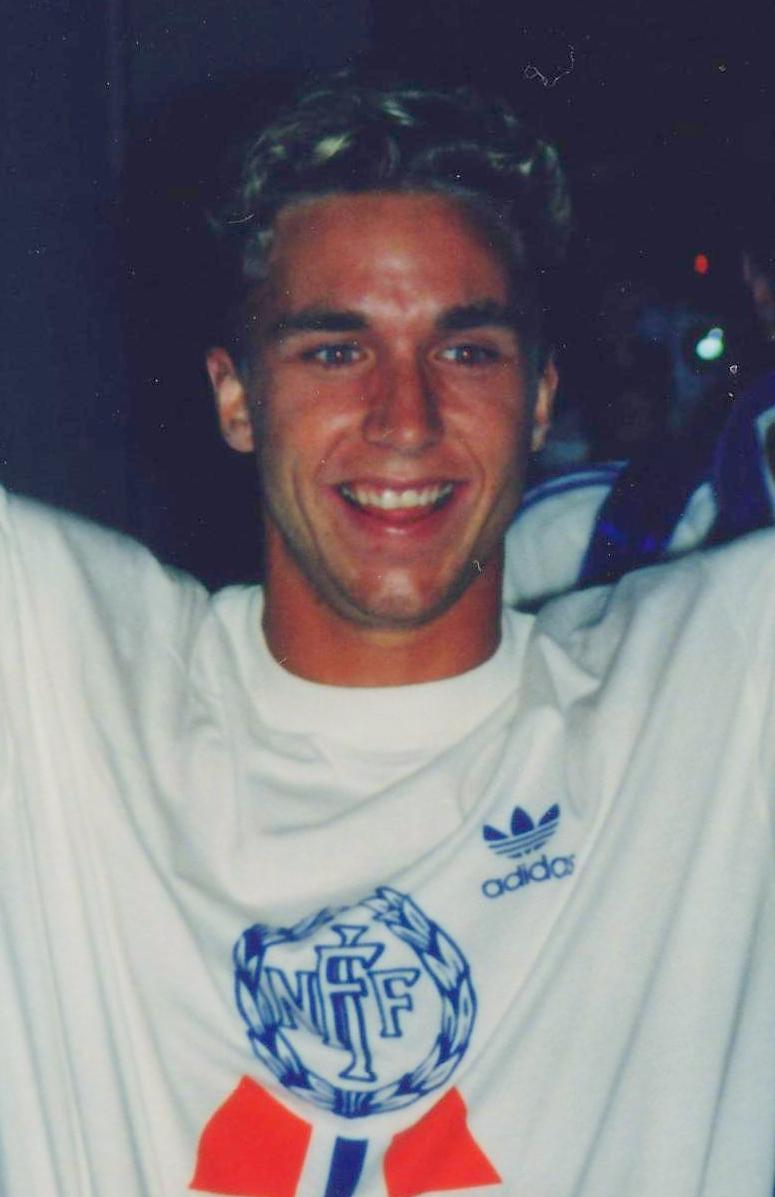
Europameister Steinar Hoen
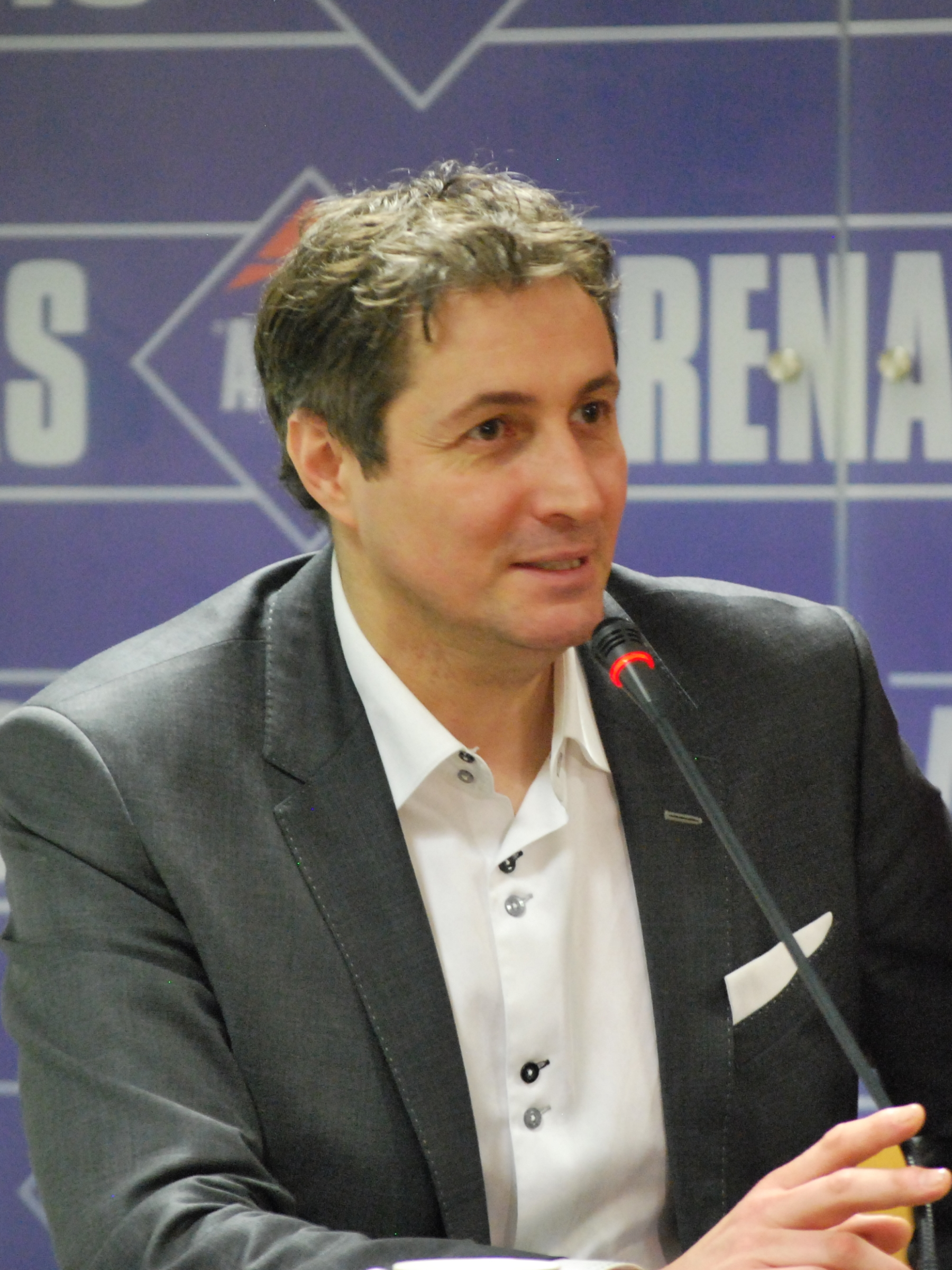
Vizeeuropameister Artur Partyka (hier im Jahr 2015), Olympiadritter von 1992 und Vizeweltmeister von 1993 – er hatte auch später noch zahlreiche weitere Erfolge

9. August 1994
| Platz | Name                 | Nation         | Höhe (m) | Versuchsserie der Medaillengewinner | Versuchsserie der Medaillengewinner | Versuchsserie der Medaillengewinner | Versuchsserie der Medaillengewinner | Versuchsserie der Medaillengewinner | Versuchsserie der Medaillengewinner | Versuchsserie der Medaillengewinner |
| Platz | Name                 | Nation         | Höhe (m) | 2,15 m                              | 2,20 m                              | 2,25 m                              | 2,28 m                              | 2,31 m                              | 2,33 m                              | 2,35 m                              |
| ----- | -------------------- | -------------- | -------- | ----------------------------------- | ----------------------------------- | ----------------------------------- | ----------------------------------- | ----------------------------------- | ----------------------------------- | ----------------------------------- |
| 1     | Steinar Hoen         | Norwegen       | 2,35 CR  | –                                   | –                                   | o                                   | –                                   | xo                                  | o                                   | xxo                                 |
| 2     | Artur Partyka        | Polen          | 2,33000  | o                                   | –                                   | o                                   | –                                   | xxo                                 | xo                                  | xxx                                 |
| 2     | Steve Smith          | Großbritannien | 2,33000  | –                                   | –                                   | o                                   | –                                   | xxo                                 | xo                                  | xxx                                 |
| 4     | Håkon Særnblom       | Schweden       | 2,31000  |                                     |                                     |                                     |                                     |                                     |                                     |                                     |
| 5     | Jaroslaw Kotewicz    | Polen          | 2,31000  |                                     |                                     |                                     |                                     |                                     |                                     |                                     |
| 5     | Dragutin Topić       | BR Jugoslawien | 2,31000  |                                     |                                     |                                     |                                     |                                     |                                     |                                     |
| 7     | Leonid Pumalainen    | Russland       | 2,28000  |                                     |                                     |                                     |                                     |                                     |                                     |                                     |
| 8     | Lábros Papakóstas    | Griechenland   | 2,28000  |                                     |                                     |                                     |                                     |                                     |                                     |                                     |
| 9     | Dalton Grant         | Großbritannien | 2,25000  |                                     |                                     |                                     |                                     |                                     |                                     |                                     |
| 9     | Jean-Charles Gicquel | Frankreich     | 2,25000  |                                     |                                     |                                     |                                     |                                     |                                     |                                     |
| 11    | Stevan Zorić         | BR Jugoslawien | 2,25000  |                                     |                                     |                                     |                                     |                                     |                                     |                                     |
| 12    | Ralf Sonn            | Deutschland    | 2,25000  |                                     |                                     |                                     |                                     |                                     |                                     |                                     |
| 13    | Wolfgang Kreißig     | Deutschland    | 2,20000  |                                     |                                     |                                     |                                     |                                     |                                     |                                     |
| 14    | Aleh Schukouski      | Belarus        | 2,15000  |                                     |                                     |                                     |                                     |                                     |                                     |                                     |
| 15    | Dimítrios Kokótis    | Griechenland   | 2,15000  |                                     |                                     |                                     |                                     |                                     |                                     |                                     |

## Videolinks
- 4809 European Track & Field High Jump Men Steinar Hoen, www.youtube.com, abgerufen am 1. Januar 2023
- 4818 European Track & Field High Jump Men Artur Partyka, www.youtube.com, abgerufen am 1. Januar 2023
- 4813 European Track & Field High Jump Men Steve Smith, www.youtube.com, abgerufen am 1. Januar 2023
- 4676 European Track & Field High Jump Steve Smith, www.youtube.com, abgerufen am 1. Januar 2023